# Rasmus Jensen (håndboldspiller)
 Der er flere personer med dette navn, se Rasmus Jensen.
Rasmus Jensen (født 17. juni 1989 i Odense) er dansk håndboldspiller, som spiller for Fredericia HK. Han har tidligere spillet for Bjerringbro-Silkeborg to gange, Fredericia HK, KIF Kolding København og GOG.